# Zoom (アプリケーション)
Zoom（ズーム）は、Zoomコミュニケーションズが提供するクラウドコンピューティングを使用したWeb会議サービスの名称である。

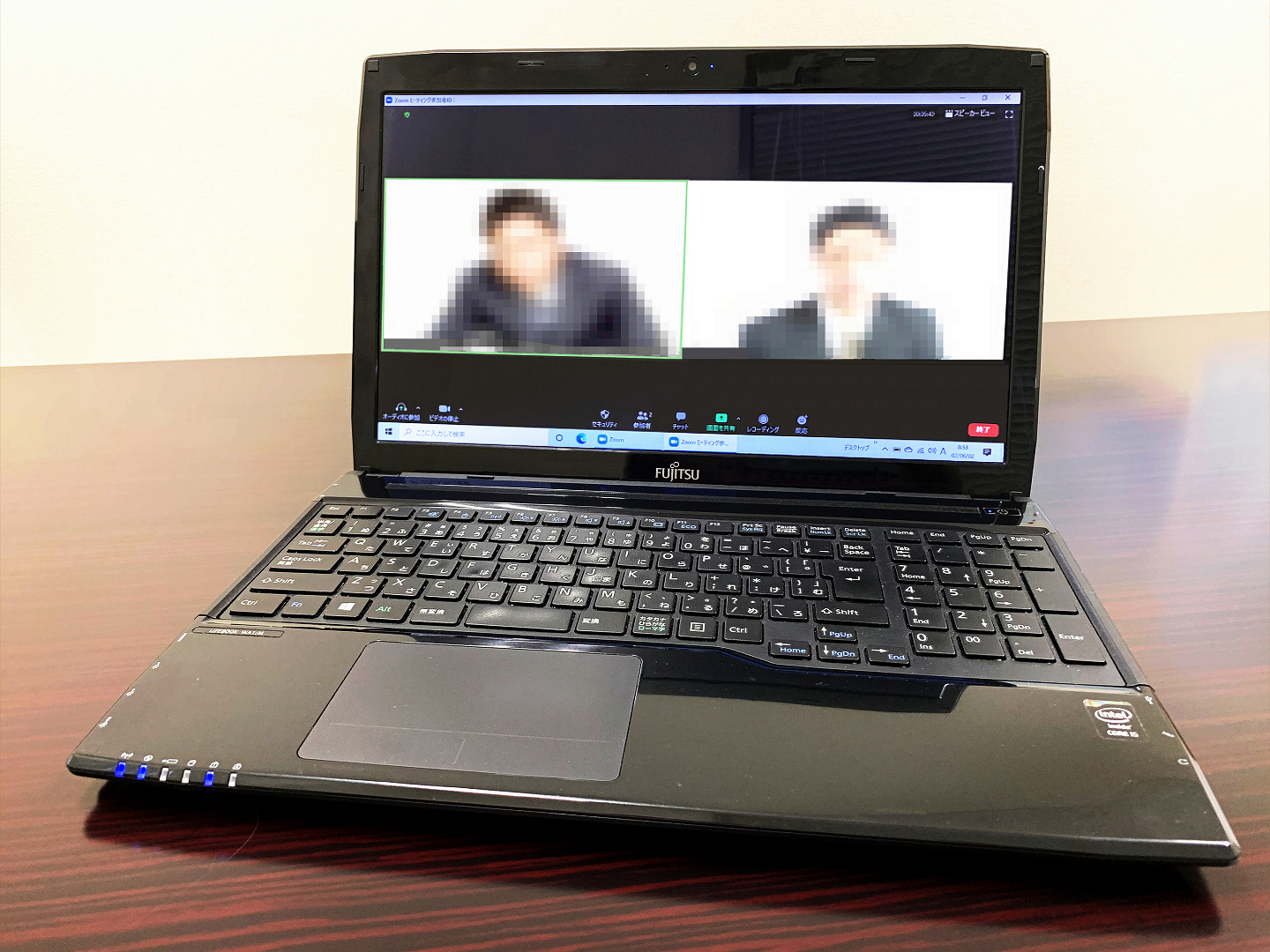
ノートパソコンを利用したWeb会議

Zoomサービス内にミーティングルームを開設し、ミーティングIDやパスワードを共有するユーザー同士が多地点で同時にWeb会議を行うことができる。

## 機能
- Zoomユーザ間で、40分まで無料Web会議が可能。
- 複雑な設定無しに、一般的なファイアウォールやNAT内からでも通信が可能。
- ミーティング中、挙手ができる[4]。
- 部屋を映したくない場合はバーチャル背景という画像やぼかしを使用できる[5]。
- ホストとして利用する場合、使用料（月額・年額）を支払えば40分超の利用が可能になる[6]。

## システム要件

### 共通
- インターネット接続—有線または無線ブロードバンド（3Gまたは4G/LTE）[7][8]
- スピーカーとマイク—内蔵、USBプラグインまたはワイヤレスBluetoothに対応。
- ウェブカメラまたはHDウェブカメラ—内蔵またはUSBプラグイン
- HDカムまたはHDカムコーダー—ビデオキャプチャカード搭載。

### サポートされるオペレーティングシステム
- Mac OS X とMacOS X (10.13)以降
- Windows 10、11
- Ubuntu 12.04以降
- Mint 17.1以降
- Red Hat Enterprise Linux 8.0以降
- Oracle Linux 8.0以降
- CentOS 8以降
- Fedora 21以降
- OpenSUSE 13.2以降
- ArchLinux（64ビットのみ）
- iOS 13.0以降
- iPadOS 13以降
- Android 8.0x以降

### サポートされるブラウザ
- デスクトップ
  - Chrome: 最新バージョンから 2 バージョン以内
  - Firefox: 最新バージョンから 2 バージョン以内
  - Edge: 最新バージョンから 2 バージョン以内
  - Safari: 最新バージョンから 2 バージョン以内
- モバイル
  - Safari: 最新バージョンから 2 バージョン以内
  - Chrome: 最新バージョンから 2 バージョン以内
  - Firefox: 最新バージョンから 2 バージョン以内

### プロセッサ、RAM、CPUビットの要件
|              | 最低                 | 推奨                   |
| ------------ | -------------------- | ---------------------- |
| プロセッサー | デュアルコア2GHz以上 | クアッドコア2.5Ghz以上 |
| RAM          | 4GB                  | 16GB                   |
| CPU bit      | 32/64                | 64                     |

## 対応言語
この対応言語一覧はアプリケーションの表示に対応している言語である（2023年12月5日時点）。電話での会話はどんな言語でも相手が理解してくれれば通話可能である。
- 中国語（簡体字と繁体字）
- 英語
- フランス語
- ドイツ語
- インドネシア語
- イタリア語
- 日本語
- 韓国語
- ポーランド語
- ポルトガル語
- ロシア語
- スペイン語
- スウェーデン語
- トルコ語
- ベトナム語
- オランダ語

## 技術

### 製品
当初、Zoomは参加者上限15人としてビデオ会議をする機能を備えていた。2013年1月25日に改善版を発表、すべてのビデオ会議でその上限25人に増やし、ソフトウェアのバージョン2.5でさらに拡張され、1回のビデオ会議の参加者を最大100人に設定した。同社はその後、定員500人のビデオ会議機能も提供できるようサービスを拡大した。Zoomのプレゼンテーションコンテンツの暗号化はクライアント側のAdvanced Encryption Standard 256ビット（AES 256）アルゴリズムに依存している。 
2015年10月時点で、当初の参加者25人から上限100人に拡大した。2015年から2016年半ばにかけて、ズームビデオコミュニケーションズはSkype for BusinessのネイティブサポートとSlackとの統合を発表した。

### 受信
当初、ウォルト・モスバーグ（Walt Mossberg）のような初期の採用者は、より多くの利用者が参加するとZoomの品質が低下すると懸念した。2012年時点でZoomのサービス利用者はおよそ1,000人止まりの状態で、モスバーグによると「数百万人が使用すると、速度と品質が低下する可能性があった」という。『ウォール・ストリート・ジャーナル』のレビューにSkypeやGoogleハングアウトに代わる「Zoomは魅力的な選択肢」だと指摘した。このプレリリース期間中、たまたまスモールビジネステクノロジーのラモン・レイ（Ramon Ray、エバンジェリスト）はZoomを使用する機会を得、その経験を発表した。その経験をステファニー・ファリス（Stephanie Faris）は「SmallBizTechnology」で取り上げると、レイはビデオ会議で遠隔地の参加者が実際にスクリーンを共有できたことにも感銘を受けたと述べた。このトライアル会議参加者は当人のほかニック・チョン（Zoom製品マーケティング責任者）であった。
『Geek Magazine』（2013年10月3日付）はAndroid用のFaceTimeに代わるものの紹介記事にZoomのサービスを含め、「Zoomはプロの会議用に構築されたが、個人的な活動にも本当に使いやすい」と述べた。女性向けエンターテインメントWebサイトの「SheKnows」（シーノウズ）は、「通常は大規模で定評のある企業向けに確保されたレベルのコミュニケーションを、社歴の短い企業でも達成するのに役立つ」と語った。
「InformationWeek」の社説でニティン・プラダンは「1年にわたり使用した結果、Zoomはたとえそれが重要な会議であっても、自分の電子メールや電話に代わる、即断即決の通信チャンネルになった」と記している。 

### クラウドサービス
Azure、AWSに加えてOracle Cloudを利用している。 

## 安全性
2020年5月にはZoomを利用した情報漏洩の懸念から、台湾政府やNASA、オーストラリア軍で使用が禁じられた。

### Zoomの使用禁止などの措置をとる機関や企業
- SpaceX[28]
- NASA[28]
- ニューヨーク市
- バンク・オブ・アメリカ[29]
- Google
- アメリカ上院
- スタンダードチャータード
- シンガポール教育省
- ドイツ外務省
- 台湾の政府機関
- オーストラリア政府
- インド政府
- ダイムラー[29]
- NXPセミコンダクターズ[29]
- エリクソン[29]

## その他

### Zoomを使用した裁判

#### ナイジェリア
2020年、ナイジェリアでは新型コロナウイルスの感染が拡大する中、Zoomを使用した裁判が始められた。被告はZoomを通じて出廷し、弁護側も検察側もZoom経由で弁論を行った。2020年5月4日には、Zoom裁判で初めて絞首刑による死刑判決があった。

#### シンガポール
2020年5月23日のCNNの報道によると、シンガポールの最高裁判所は、Zoomを使用したリモート裁判において、麻薬密輸犯に対して死刑判決を言い渡した。

## 資料
発行順。

### 利用の解説書
- 福村裕史、飯箸泰宏、後藤顕一『すぐにできる! 双方向オンライン授業 : Zoom、Teams、Googleソフトを活用して、質の高い講義と化学実験を実現』（化学同人、2020年）ISBN 9784759820430、NCID BB31514488。
- 木村博史『Zoom1歩先のツボ77 : ウェビナー&オンラインイベントもミーティングもオンライン授業も!』（ソシム、2020年）ISBN 9784802612708、NCID BC02779191。
- 福村裕史、飯箸泰宏、後藤顕一『Zoom、Teams、Googleソフトを活用して、質の高い講義と化学実験を実現』（化学同人、2020年）（すぐにできる!双方向オンライン授業[正編]）。ISBN 9784759820430、NCID BC05283964。
- マイカ『今すぐ使えるかんたんZoomビデオ会議やオンライン授業で活用する本』（技術評論社〈Imasugu Tsukaeru Kantan Series〉、2021年）ISBN 9784297117955、NCID BC04846540。
- 赤堀侃司『オンライン学習・授業のための基礎知識とアプリ操作ガイド : GIGAスクール時代に対応!』（ジャムハウス、2021年）ISBN 9784906768899、NCID BC05955392。
- Levy, Dan、川瀬晃弘、今村肇『ハーバード式Zoom授業入門 : オンライン学習を効果的に支援するガイド』（青弓社、2021年）ISBN 9784787234858、NCID BC06882250。
- 岸田典子、鈴木有香『オンライン授業のためのZoomレッスン : 簡単にできるアクティブラーニングのコツ』（実教出版、202127106年）ISBN 9784407352504、NCID BC06960933。
- 小山友里江、緒形雅則、高野保真『コロナ禍における授業実施方法に関する講演会 : 北里大学高等教育開発センター講演会報告書』FD・SDシリーズ第20巻（北里大学高等教育開発センター〈高等教育開発センター叢書〉、2021年）NCID BC07561150 。
- 村上玄一『ZOOMに背を向けた大学教授 : コロナ禍のオンライン授業』（幻戯書房、2021年）ISBN 9784864882224、NCID BC08401579。
- 日本文芸家協会『ベスト・エッセイ』（光村図書出版、2021年）ISBN 9784813803706、NCID BC09448206。

- 法林岳之、清水理史『できるZoom (ズーム) : ビデオ会議やオンライン授業、ウェビナーが使いこなせる本』できるシリーズ編集部（編）、最新改訂版（インプレス、2021年）ISBN 9784295012658、NCID BC09853907。

### 高等教育の現場と実践
- 幡生あすか、上田幹子「オンライン授業におけるグループワークの試み : 薬学部2年生を対象とした『情報科学』の経験から」『大阪大学高等教育研究』第9号、69-76頁。（大阪大学全学教育推進機構、2021年）ISSN 2187-6002、NAID 120007027106、doi:10.18910/79444。
- 河内彩香、村田晶子、長谷川由香、竹山直子、池田幸弘「教員と学習者はオンライン授業をどうとらえたか：ZoomとGoogle Classroomを併用した日本語教育」『多文化社会と言語教育』第1巻第0号、30-45頁（法政大学グローバル教育センター日本語教育プログラム、2021年）ISSN 2436-2239、NAID 130008036876、doi:10.50921/jlp.1.0_30。
- 久保田真弓、鈴木有香「Zoom操作の躓き要因とワークショップの意義」『教育メディア研究』第28巻第1号、45-57頁（日本教育メディア学会、2021年）ISSN 1340-9352、NAID 130008112410、doi:10.24458/jaems.28.1_45。
- 近藤克之「アダプテッド・スポーツの授業において実施したハイフレックス型授業の検証」『日本体育・スポーツ・健康学会予稿集』第71巻第0号、484頁（一般社団法人 日本体育・スポーツ・健康学会 、2021年）NAID 130008137445、doi:10.20693/jspehssconf.71.0_484。
- 牛田健太、丸山一男、横地歩、島岡要、辻川真弓、平松万由子、船尾浩貴「『地域総活躍社会のための慢性疼痛医療者養成事業』2020年度ワークショップのオンライン開催の報告 : 2019年度の対面形式授業と比較して」『三重大学高等教育研究』第27号、57-66頁（三重大学地域人材教育開発機構、2021年3月）、ISSN 2432-5244、NAID 120007151855。